# Frontera entre Burkina Faso i el Níger
La frontera entre Burkina Faso i el Níger és la línia fronterera en sentit nord-sud que separa el nord-est de Burkina Faso del sud-oest de Níger a l'Àfrica central, separant les regions burkinabes de Sahel i Est de la regió nigerina de Tillabéri. Té 628 km de longitud. Segueix paral·lela al riu Níger que passa a l'est per Niamey. Al nord forma el trifini amb Mali, cap al sud passa pròxima a Gorom-Gorom (Burkina) i acaba al trifini al nord-oest amb Benín.
Algunes porcions del seu traçat han estat discutides i han estat portades davant la Cort Internacional de Justícia de La Haia pels presidents d'ambdós països després d'una reunió que van tenir a Ouagadougou el març de 2007. Definida per l'administració colonial francesa, on només era una línia administrativa interna de l'Àfrica Occidental Francesa, el traçat fou modificat finalment en 2015. Divuit vilatges van canviar de país: Burkina Faso en va guanyar 14 contra 4 el Níger.